# Issormiut
Issormiut [ˈiˌsːɔmːiut] (nach alter Rechtschreibung Ivssormiut) ist eine grönländische Schäfersiedlung im Distrikt Narsaq in der Kommune Kujalleq.

## Lage
Issormiut liegt am Nordwestufer des Tunulliarfik. 1,7 km südwestlich liegt Sillisit, während es nach Nordosten bis zur nächsten Schäfersiedlung 4,1 km nach Inneruulalik sind. Der nächste größere Ort ist Qassiarsuk, das 9 km nördlich liegt.

## Bevölkerungsentwicklung
Issormiut gehörte früher mit einer zweistelligen Einwohnerzahl zu den größeren Schäfersiedlungen. Zwischenzeitlich sank die Zahl der Einwohner auf zwei Personen ab und lag zuletzt bei vier Bewohnern. Einwohnerzahlen der Schäfersiedlungen sind letztmals für 2013 bekannt. Issormiut wird statistisch unter „Farmen bei Qassiarsuk“ geführt.